# Viruela aviar
La viruela aviar es una enfermedad viral común de las aves producida por varias cepas del virus Variola avium de la familia Poxviridae. Es una enfermedad de moderada a grave, de desarrollo lento. Su dispersión es lenta. Se conoce desde la antigüedad por ser fácilmente visible. Las aves muestran síntomas epidérmicos caracterizados por lesiones eruptivas en forma de crecimientos verrugosos o agallas visibles en las áreas sin plumas. También pueden presentar síntomas en las vías digestivas y respiratorias superiores con lesiones en forma membranosas que son más graves ya que pueden causar la muerte por asfixia o por inanición. Ha sido encontrada en aves de más de sesenta especies de veinte familias.
Entre ellas las domésticas como gallinas, pavos, palomas y canarios. Se la conoce también por otros nombres como: difteria aviar, difteroviruela, epitelioma contagioso aviar, enfermedad de Kikuth e infección por poxivirus aviar.

## Causa
La viruela aviar es causada por el virus Variola avium del subgrupo de los avipoxvirus, perteneciente al grupo de los poxvirus,que produce explosión nuclear. La causa viral de esta enfermedad se describió en 1902. Variola avium es un virus grande que contiene ADN de doble hebra. Aunque entre los poxvirus está el virus de la viruela humana Variola vera, no existe evidencia de que los avipoxvirus infecten a los humanos.
Existen muchas cepas del virus Variola avium, éstas se clasifican por su efecto patogénico en diferentes especies de importancia como gallinas, pavos, palomas y canarios. Las especificidades de las cepas respecto al ave atacada varían. Unos tipos tienen cierta especificidad y otros atacan especies de distintas familias. Muchas especies de aves son sensibles a más de una cepa. Hay mutaciones del virus que integran secuencias del virus de la reticuloendoteliosis (REC) que hacen mucho más virulentas a las cepas. Existe una cepa del virus de baja virulencia usada como vacuna que ha sido secuenciada.
El virus tiene una notable resistencia al ambiente externo, aún más a bajas temperaturas, y es resistente a la desecación. En piel seca puede mantener su capacidad infectiva hasta años a temperaturas normales.

## Vías de transmisión
La transmisión es mecánica por contacto del virus con pequeñas heridas de la piel o por la exposición de las mucosas de vías respiratorias y oculares con partículas infectadas traídas por el aire. Los artrópodos que se ponen en contacto con el virus son vectores mecánicos la enfermedad cuando pican o se alimentan de heridas mientras van de un ave enferma a otra sana. Los mosquitos son los vectores más comunes. Perchas y abrevaderos usados por aves enfermas pueden causar el contagio. Cualquier jaula, alimento, implemento o ropa contaminados deben tenerse en cuenta como posibles transportadores del virus en la avicultura. Las aves recluidas en grandes concentraciones son vulnerables y es común que en los brotes en aviarios la enfermedad se difunda rápidamente. Incluso entre especies que no suelen enfermarse en la naturaleza cuando son mantenidas en cautiverio se han reportado casos que enferman con cepas que afectan a muchas especies. La aparición de casos en áreas próximas a un foco tiene relación probable con el traslado de mosquitos vectores. Las aves silvestres son causantes de la transmisión de la enfermedad a grandes distancias del foco de origen.

## Especies afectadas
Se ha reportado la viruela aviar en cerca de sesenta especies pertenecientes a veinte familias. Pero las distintas especies reportadas tienen susceptibilidad variada. En especies paseriformes, galliformes y marinas a menudo los reportes son avistamientos de grupos de aves enfermas. En las aves rapaces los reportes son más ocasionales de individuos aislados. En las anseriformes silvestres son muy pocos los casos reportados, aunque ha habido especies cautivas en zoológicos y centros de reproducción de aves en peligro que han sido afectadas. Cisnes trompeteros de un programa de reintroducción enfermaron en Wisconsin.
Se piensa que la viruela aviar es, en Hawái, una causa involucrada en la extinción de especies y en la declinación de la avifauna de sus bosques.

## Distribución
La viruela aviar es una enfermedad de distribución mundial que en años recientes está teniendo un incremento en la frecuencia de los reportes y en el número de especies afectadas. En climas templados y cálidos húmedos es más frecuente, lo que se relaciona con la abundancia de mosquitos.

## Estacionalidad
La infección con la viruela aviar puede ocurrir en cualquier época del año. Sin embargo, se ha encontrado asociación entre los brotes de la enfermedad y las condiciones climáticas favorables a la abundancia de mosquitos. Las lluvias y temperaturas cálidas favorecen los brotes. La enfermedad puede aparecer en estaciones diferentes en dependencia de la concentración de aves susceptibles. Surgen así brotes en el periodo de cría de una especie que anida en colonias y en un periodo diferente puede surgir otro brote en otra especie durante su propia anidación colonial. Han ocurrido casos de brotes, que fueron independientes de la época lluviosa, asociados a estaciones de comederos de aves que concentran aves en un sitio y las ponen en contacto con superficies y alimentos contaminados o con insectos vectores.

## Formas de la enfermedad
El virus induce un rápido crecimiento de capas superficiales en la piel y en las mucosas que forman masas de tejido proliferado que muere pronto. Según la localización, en la piel o en los órganos internos, la enfermedad tiene dos formas de manifestarse: la cutánea o "seca" y la diftérica o "húmeda", que pueden evolucionar solas o simultáneamente.

### Forma cutánea
La forma cutánea es la más común, se observa en las partes desprovistas de plumas como en patas, tarsos, base del pico, carúnculas y alrededor de los ojos. Suele ser una infección autolimitada, luego de un tiempo las lesiones retroceden dejando cicatrices. La mortalidad suele ser baja. La enfermedad comienza con la aparición de vesículas blancas rosadas o amarillas. Las vesículas son ampollas con líquido rico en partículas virales infectivas. Los nódulos se forman a partir de las vesículas que crecen, se juntan y revientan, con la formación de costras. Los nódulos crecen, se vuelven superficialmente rugosos y secos como verrugas, se aglomeran y adquieren aspecto de agallas de color oscuro. Su tamaño y número dependen de la gravedad de la enfermedad. Estos pueden alcanzar gran tamaño y suelen ser excoriados, lo que genera infecciones secundarias de bacterias y hongos. La muerte puede ocurrir si a causa de estos crecimientos se obstruye la respiración, se impide la visión o se dificulta la alimentación. También puede ocurrir la muerte a causa de las infecciones secundarias. El cuadro se agrava cuando las lesiones son muy extendidas. De no ocurrir la muerte por estas causas el ave se recupera. Las lesiones curan completamente luego de dos a cuatro semanas después de que caigan los nódulos, con la formación de cicatrices en las áreas afectadas.

### Forma diftérica
La forma diftérica o "húmeda" es la forma interna de la enfermedad cuando aparecen las lesiones en las mucosas de las vías respiratorias y digestivas superiores. Se producen nódulos blancos opacos o amarillos, algo elevados (áreas necrosadas como queso húmedo) que crecen en las mucosas y se juntan hasta formar una membrana diftérica amarillenta. Estas lesiones ocasionan problemas para ingerir los alimentos. Las membranas diftéricas pueden obstruir las vías respiratorias lo que provoca una respiración cada vez más dificultosa y finalmente, al agravarse, la asfixia. El cuadro clínico de esta forma siempre es muy grave y pueden morir hasta el 50 % de las aves enfermas. La forma diftérica aparece principalmente en los pollos de gallinas y pavos. En las aves silvestres ha sido muy poco reportada, posiblemente por ser menos evidente y por ser depredadas rápidamente.

## Otros signos y síntomas
La enfermedad causa decaimiento, somnolencia, inapetencia, adelgazamiento y a menudo diarrea. Las afecciones respiratorias causan exceso de secreciones nasales, falta de aire y respiración dificultosa y ruidosa. Si la infección afecta los senos infraorbitales se producen también inflamaciones en la cabeza. La producción de huevos se reduce y el crecimiento de los pollos se enlentece.

## Histopatología
Algo característico de la enfermedad es la presencia de los corpúsculos de Bollinger incluidos en el citoplasma de células de piel y mucosas infectadas, al observarlas microscópicamente. La mucosa en la forma diftérica se presenta con una proliferación celular en forma nodular.

## Diagnóstico
Un diagnóstico presuntivo puede realizarse por examen clínico de las lesiones cutáneas en áreas descubiertas hacen sospechar la viruela aviar. Para la confirmación del diagnóstico deben enviarse a laboratorios especializados muestras de aves enteras o partes afectadas, congeladas si no pudieran entregarse en mismo día.
Las pruebas de laboratorio para la confirmación de la enfermedad pueden ser:

### Histopatología microscópica
Con examen microscópico puede confirmarse la enfermedad por la presencia de los corpúsculos de Bollinger.

### Histopatología ultramicroscópica
La microscopía electrónica que permite reconocer la morfología típica de las partículas virales de los poxvirus.

### Aislamiento del virus
El virus puede aislarse mediante técnicas como la inoculación de la membrana corioalantoidea de huevo embrionado. Esta membrana infectada permite el reconocimiento visual o microscópico y además se pueden aplicar las técnicas de identificación más complejas al virus aislado.

### Técnicas mediante análisis de ADN
Hay varias técnicas que pueden aplicarse: la amplificación de secuencias de ADN viral mediante la reacción en cadena de la polimerasa (PCR), la hibridación de muestras con sondas genómicas marcadas por métodos radiactivo u otros, la identificación de cepas por comparación mediante análisis de polimorfismos de longitud de cadenas de ADN cortadas con endonucleasas (RFLP).

### Pruebas serológicas y de inmunodetección
Son pruebas para detectar en el suero de ave la presencia de anticuerpos contra el virus, en unos casos, o en otros, para detectar la presencia del virus en preparaciones microscópicas mediante anticuerpos específicos marcados. Estas técnicas pueden ser: neutralización virica (NV), test de inmunodifusión y precipitación en gel de agar (IGDA), hemaglutinación pasiva, pruebas de inmunofluorescencia, tinción con inmunoperoxidasa, enzimoinmunoensayo (ELISA), e inmunotransferencia.

## Diagnóstico diferencial
En el diagnóstico deben diferenciarse la candidiasis para la forma digestiva, la avitaminosis A, y para la forma diftérica, la laringotraqueítis causada por herpesvirus.

## Tratamiento
No existe un tratamiento para las aves silvestres libres enfermas de viruela aviar. En las aves cautivas en casos de interés especial como mascotas y ejemplares valiosos para programas de recuperación de especies amenazadas pueden intentarse diversos tratamientos de las lesiones para evitar infecciones secundarias además de los cuidados de sostenimiento. El tratamiento de la forma cutánea consiste en quitar las lesiones y curar con lavados previos y posteriores de bicarbonato de sodio o solución iodada de Lugol. El suministro de vitamina A ayuda a la regeneración de la piel. Pueden usarse cremas antiinflamatorias, contra el escozor y cicatrizantes. El tratamiento de las infecciones bacterianas pueden tratarse, luego de cultivo y antibiograma, con antibióticos específicos. Debe tenerse cuidado para que el tratamiento no esparza la infección a otras partes del cuerpo o contagie a otras aves. Los ojos se enjuagan con solución salina al 1-2%. En las manifestaciones internas deben retirarse las membranas diftéricas y limpiar las lesiones. Puede usarse solución iodada de Lugol, o solución de argirol al 15%, o de otra forma, medicamentos que contengan carboxisulfamidacrisoidina o nuevoarsenobenzol, y mantener cálida la temperatura ambiental.

## Control
La mejor medida de control en aves domésticas y en aviarios de especies amenazadas es la prevención mediante vacunación con cepas vivas atenuadas. No se ha desarrollado un método para la vacunación de aves silvestres en libertad.
La viruela aviar es muy contagiosa y algo elemental para controlar su aparición y propagación es la interrupción de la transmisión. La transmisión puede atacarse, además de con vacunación, con medidas de control ambiental. Entre éstas evitar la abundancia de vectores transmisores como mosquitos y ácaros. Para el control de mosquitos, que son los vectores principales, deben eliminarse las aguas estancadas y realizar fumigaciones para eliminar los adultos. Debe impedirse la afluencia de aves silvestres libres a un criadero. Cuanto más confinado está el aviario o la población de aves amenazadas más efectivas son las medidas aplicadas. Además, debe impedirse el contacto de las aves enfermas con las sanas mediante su aislamiento o sacrificio, y descontaminar cualquier objeto que pueda haber estado en contacto con aves enfermas. Hay que tener especialmente en cuenta la capacidad de supervivencia de las partículas virales secas por el peligro que representan para la reaparición de un brote. Las aves nuevas que entren a un criadero deben mantenerse en cuarentena preventiva y también deben vigilarse las aves sanas que estuvieron en contacto con aves enfermas.
Las aves amenazadas son especialmente vulnerables cuando están en cautiverio. El uso de vacunas efectivas en aves amenazadas cuyas poblaciones son cautivas puede ser potencialmente muy beneficioso para protegerlas de la posible aparición de un brote. También para inmunizarlas antes de ser liberadas en una zona donde haya epidemias de viruela.